# Mäusemelkmaschine
Eine Mäusemelkmaschine ist eine Maschine zum Melken von Mäusen. Ein Einzelstück wurde 1981 an der Universität Ulm entwickelt und 1983 „unter großem Medienwirbel“ auf der Hannover-Messe vorgestellt. Die Bezeichnung Mäusemelkmaschine existiert daneben auch als Sprachwitz mit Bezug auf die Redewendung zum Mäusemelken.
Einer von den verantwortlichen Konstrukteuren dieser Mäusemelkmaschine, Günther Sawatzki, wurde 2007 von der Pressestelle der Uni Ulm zu dem Thema befragt. Demnach wurde die Mäusemelkmaschine im Jahr 1992 nach Wien in das „Forschungsinstitut eines bekannten Pharma-Konzerns“ transportiert, dort hatte Sawatzki die Mitarbeiter persönlich in der Bedienung der Maschine instruiert.
Mäusemilch wird ansonsten manuell durch Melken von Mäusen per Pipette gewonnen, wobei in einer halben Stunde 0,25 ml Milch pro Maus gesammelt werden kann. Vergleichsweise wäre die in u. a. Quelle beschriebene Leistung der Mäusemelkmaschine von 5 ml in 5 Stunden (von mehreren Mäusen) doppelt so hoch wie beim Melken der Mäuse per Pipette. Mäusemilch wird ausschließlich zu Versuchszwecken in der Pharmaforschung verwendet, z. B. in der Entwicklung eines Malariaimpfstoffes.
Eine halbautomatische Mäusemelkmaschine wurde schon 1967 beschrieben. Die Firma Braintree Scientific, Inc. aus Braintree (Massachusetts) vertreibt Mäusemelkmaschinen.